# Zygosoma globosum
Zygosoma globosum is een soort in de taxonomische indeling van de Myzozoa, een stam van microscopische parasitaire dieren. Het organisme komt uit het geslacht Zygosoma en behoort tot de familie Lecudinidae. Zygosoma globosum werd in 1938 ontdekt door Noble.